# Walk the Prank
Walk the Prank è una serie in live-action in stile candid camera in cui 4 ragazzi, con l'aiuto di un adulto, pianificano ed eseguono divertenti scherzi agli adulti, ignari di tutto.
Negli Stati Uniti viene trasmessa un'anteprima il 1 aprile 2016 sul sito ufficiale di Disney XD. La regolare messa in onda è stata trasmessa dal 6 aprile sull'omonimo canale. Negli Stati Uniti, gli episodi vengono trasmessi anche su Disney Channel dal 17 giugno al 10 novembre 2016. Dal 1 aprile 2017, la serie viene trasmessa esclusivamente su Disney XD.
In Italia la serie viene trasmessa dal 10 al 22 dicembre 2016 su Disney Channel. Dal 26 giugno 2017 viene trasmessa esclusivamente su Disney XD (Italia) e i restanti nuovi episodi dal 29 giugno.
Il 28 luglio 2016 la serie viene rinnovata per una seconda stagione andata in onda il 1 aprile 2017. In Italia è inedita.

## Episodi
| Stagione         | Episodi | Prima TV USA | Prima TV Italia |
| ---------------- | ------- | ------------ | --------------- |
| Prima stagione   | 19      | 2016         | 2016-2017       |
| Seconda stagione |         | 2017         |                 |